# Bellea del foc

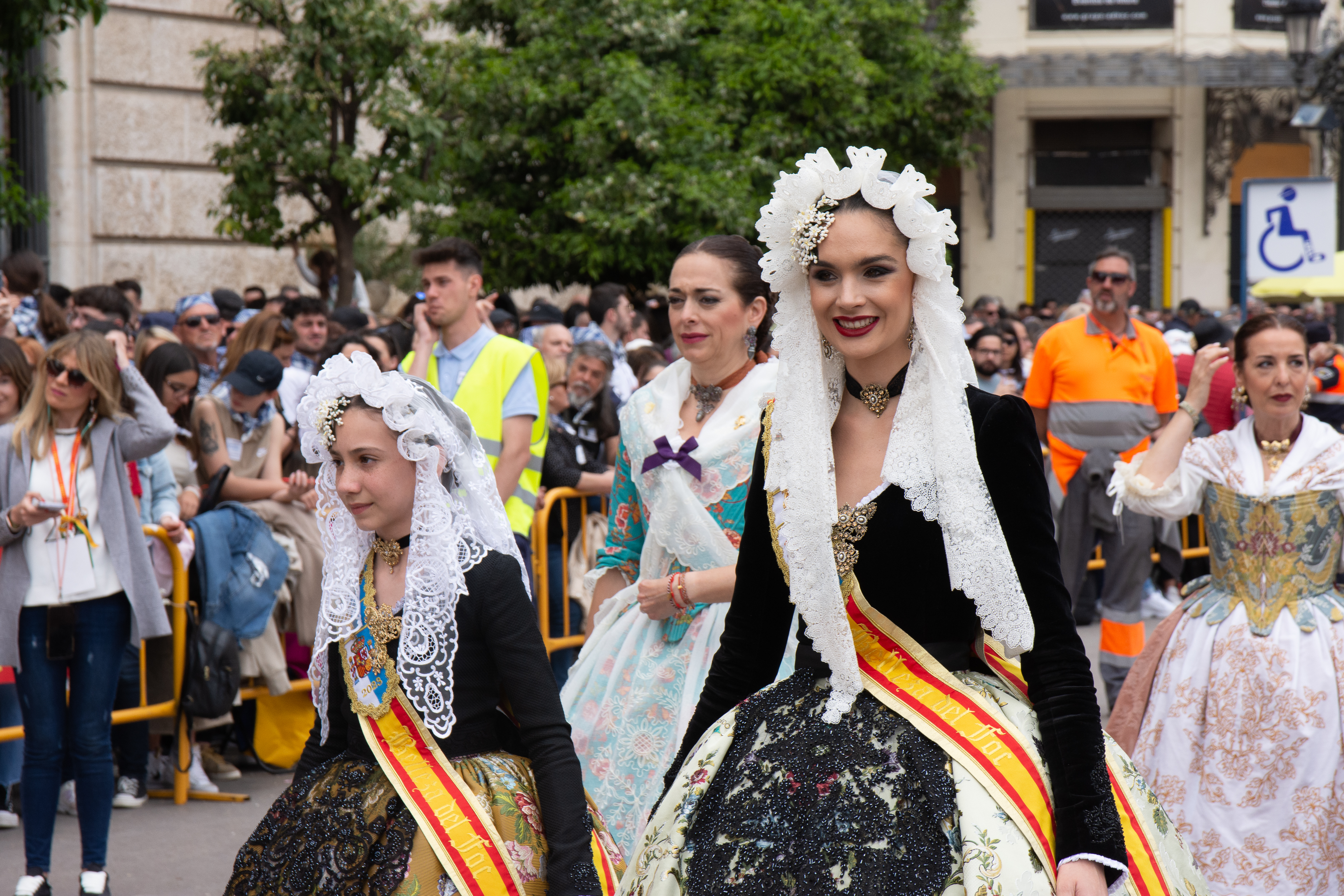
Inés Llavador y Belén Mora, bellea del foc infantil y bellea del foc respectivamente, acompañadas por la presidenta de la Federación de Hogueras de San Juan, Toñi Martín-Zarco y la delegada de indumentaria, Conchi Beneyto, en 2023.

La bellea del foc (en español belleza del fuego) es la reina de las fiestas de la ciudad española de Alicante, las Hogueras de San Juan. La bellea va ataviada con el traje de novia alicantina y es la representante honorífica de los festejos sanjuaneros. Cuenta con seis damas de honor que reciben el nombre de dama de honor de la bellea del foc o dama del foc. Es elegida desde 1932 en un festival de Elección entre las representantes de las distintas comisiones de hogueras. Su papel, que dura un año, es meramente representativo aunque cuenta con gran notoriedad y apoyo popular, en especial entre los festeros. Tiene dedicada una avenida en el barrio de Garbinet.
Desde 2013 se denomina oficialmente bellesa del foc, si bien el término correcto en valenciano es bellea del foc según recoge el diccionario de la Academia Valenciana de la Lengua

## Sistema de elección
La forma de elegir a la bellea del foc ha ido variando a lo largo del tiempo, entre un jurado, una votación entre los presidentes de las distintas comisiones, una combinación de ambos sistemas o la designación directa por parte del alcalde. En la actualidad puede ser candidata a bellea del foc aquella chica que haya sido el año anterior belleza de cualquiera de los 90 distritos foguerers, necesita tener como mínimo 19 años, ya que para ser belleza de su hoguera ha de ser mayor de edad. Otro requisito es que resida y esté empadronada en la comarca del Campo de Alicante o en las pedanías ilicitanas de El Altet, Torrellano o Arenales del Sol.
Anteriores requisitos para optar al cargo eran ser soltera y sin hijos, residir en la ciudad de Alicante o tener una determinada edad mínima y máxima, que fue variando con los años, desde poder ser elegidas menores de edad, como ocurrió de hecho hasta la década de 1990, hasta tener un máximo de 26 años, como sucedía hasta 2008. Debido a que estas normas eran claramente inconstitucionales se decidió que fueran eliminadas, por lo que toda mujer que haya sido belleza de su comisión puede optar, al año siguiente, al cargo de máxima representante honorífica de la fiesta. Hasta el año 2002 la bellea y sus damas eran elegidas entre las bellezas de ese mismo año, desde 2003 se cambió para que optaran una vez habían acabado el año como belleza de su hoguera.
Las candidatas a bellea del foc tienen una serie de actos para que todos puedan conocerlas, en especial el jurado que ha de elegirlas. Los actos más importantes son las convivencias, los desayunos, las entrevistas personales, la Gala de las Candidatas, en la que desfilan por una pasarela luciendo un traje largo de fiesta, y los ensayos del festival de elección.
El sistema que ha estado funcionando desde 1987 a 2008 consistía en una doble votación. La noche de la elección acudían a votar los presidentes de todas y cada una de las comisiones de hoguera en representación de la misma, y lo hacían por siete mujeres, otorgando un voto a cada una. Las quince que obtenían más votos son las únicas que pasaban en una lista al segundo jurado, formado por siete personas, dos de ellos miembros de comisiones de hogueras, un miembro de una barraca y los otros cuatro designados directamente por el presidente de la Comisión Gestora, entre los que solían estar belleas o damas del foc de años anteriores. Este jurado elegía entre las quince más votadas a la bellea del foc y sus seis damas de honor, entregando el veredicto al notario y haciéndose pública la decisión al final del Festival de Elección.

### Sistema actual
Desde 2010 se ha cambiado el sistema, eliminando la votación previa que hacían los presidentes de hogueras, por lo que el jurado puede elegir directamente entre todas las candidatas que optan al título. Dicho jurado está formado por 9 personas, fueron 11 de 2010 a 2012. Parte del jurado es elegido por la asamblea de hogueras entre foguerers que se presentan voluntarios y los demás miembros directamente por la Federación de Hogueras entre gente vinculada a la fiesta. Hay una bellea y una dama del foc de años anteriores que debe seguir activa en el censo de foguerers.
Cada miembro del jurado vota a siete candidatas y las siete que obtienen más votos son las elegidas para los cargos de honor. El jurado tiene nuevamente que debatir quién ha de ser la bellea del foc de entre esas siete y votar en secreto. En el caso de producirse empate en alguna votación, se realiza una de desempate. La candidata más votada en la segunda ronda es elegida Bellea del Foc, quedando las otras seis como damas de honor. Todas las candidatas han de ser elegidas por mayoría absoluta, por tanto han de obtener al menos 5 votos de los 9 posibles, de modo que si no llegan siete candidatas a este número de votos hay que volver a votar entre las que más se acercan para elegir finalmente a todas por mayoría absoluta. Lo mismo sucede con la votación de la Bellea del Foc, que deberá obtener al menos 5 votos del jurado.

### Sistema de elección infantil
El sistema de elección de la bellea del foc infantil y sus damas de honor es, actualmente, el mismo que el de las adultas, con el mismo número de miembros del jurado y las mismas reglas de votación. Cambian las edades, que son de 8 a 11 años, aunque actualmente por la pandemia se ha ampliado el máximo a 12 años de edad.
A lo largo de la historia ha ido cambiando. Hasta 1978 la bellea del foc infantil no pertenecía a ninguna comisión festera y era elegida directamente por el alcalde. Con la llegada de la democracia, en 1979, se decidió que se haría un sorteo entre todas las bellezas infantiles de las hogueras y se elegiría, mediante un bombo, a la bellea y a las damas del foc infantiles.
Este sistema siguió durante 30 años, pero ante los problemas que habían presentado algunas niñas que, por sorteo, habían sido elegidas para el cargo, como no gustarle la fiesta, no aguantar los actos, no soportar las mascletàs o no saber comportarse adecuadamente, en 2010 se decidió que la bellea del foc infantil sería elegida directamente por un jurado, mientras que las damas se sortearían, pero no entre todas las candidatas, sino entre aquellas que el jurado había designado como válidas para ostentar el cargo, con un mínimo de 15 niñas y un máximo de todas. Este sistema estuvo vigente hasta 2017 cuando se decidió que las 7 elegidas lo fueran por el jurado, equiparando el sistema de elección a las adultas.

## Festival de la elección
Es un acto en el que se realizan una serie de actuaciones de baile por parte de los comisionados de las comisiones que lo deseen, regidos por la Federación de las Hogueras y en el que las candidatas se lucen con el traje de noche llevado en la gala del puerto, o con un traje largo, y posteriormente, vuelven a desfilar  una a una ataviadas con el traje de novia alicantina y, por último, salen todas juntas para conocer el secreto mejor guardado de la noche: el nombre de la bellea del foc y de sus seis damas de honor. Durante el cambio de traje, se despide la bellea del foc y sus damas del año anterior. Años atrás desfilaban las bellezas y damas actuales de cada distrito, para que a las candidatas les diese tiempo de cambiarse los trajes.
Este acto se realizó:
- 1932 Salones del ayuntamiento
- 1933-1936 Monumental Salón Moderno
- 1937-1939 No se eligió por la guerra civil española
- 1940-1941 Monumental Salón Moderno
- 1942 Teatro Principal
- 1943-1950 Monumental Salón Moderno
- 1951-1952 Ayuntamiento
- 1953-1954 Monumental Salón Moderno
- 1955-1957 Teatro Principal
- 1958-1964 Monumental Salón Moderno
- 1965-1968 Teatro Principal
- 1969 Sala de fiestas "El Gallo Rojo"
- 1970-1976 Teatro Principal
- 1977-1979 Plaza del Ayuntamiento
- 1980-1992 Pabellón Municipal de los Deportes
- 1993 Recinto Ferial I.F.A
- 1994-1997 Centro de Alta Tecnificación
- 1998-2025 Plaza de Toros

## Belleas del foc

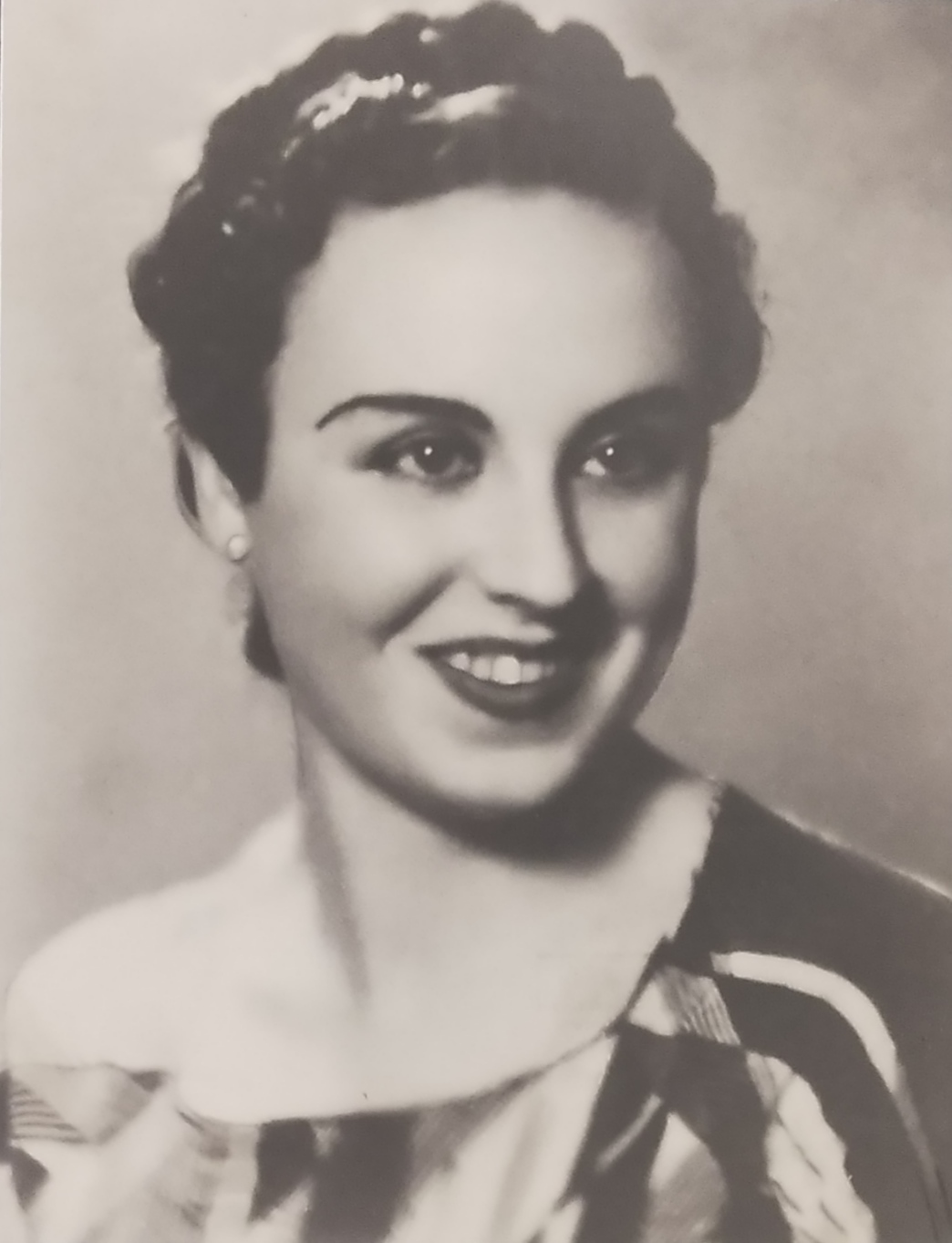
Retrato de Amparito Quereda Bernabeu, primera Bellea del foc, en el Museo de Hogueras. No representaba a ningún distrito.

Las "belleas del foc" de la historia de las Hogueras de San Juan son:
- 1932 Amparito Quereda Bernabeu
- 1933 Carmen Hernández Flores, de Benalúa
- 1934 Paquita Santos Albadalejo, de Calle San Vicente
- 1935 Angelita Ramírez López, de Alfonso el Sabio
- 1936 Carmela Ramos Ramos, de Benalúa
- 1937-1939 Suspendidas las Hogueras de San Juan debido a la guerra civil española
- 1940 Matilde Nadal Bolino, de Benalúa
- 1941 Teresa Penalva Mora, de Benalúa
- 1942 Rosita Asensi Devesa, de Hernán Cortés
- 1943 Finita Cremades Torá, de Plaza de Ruperto Chapí
- 1944 Solita Sabater Jover, de Pozo-Díaz Moreu
- 1945 Maruja Rigo Such, de Carolinas Altas
- 1946 Elena García Mira, de San Antón Alto
- 1947 Conchita Cano Mata, de Benito Pérez Galdós
- 1948 Rosita Candela Santonja, de Carolinas Altas
- 1949 Maruja Guillén García, de La Florida
- 1950 Paquita Ribes Bas, de Rambla de Méndez Núñez
- 1951 Conchita Gimeno Giménez, de Carolinas Altas
- 1952 Pepita Sanguino Llovet, de Alfonso el Sabio
- 1953 Maruja Sabater Jover, de Plaza de Ruperto Chapí
- 1954 Herminia Guillén García, de San Antón Alto
- 1955 María Elena Pérez Pastor, de Plaza de Ruperto Chapí
- 1956 Solita Valls García, de Mercado Central
- 1957 Mercedes Valero Teruel, de Carolinas Altas
- 1958 Mari Carmen González Giménez, de Hernán Cortés
- 1959 Margarita Ferrándiz Quiles, de Plaza de Pío XII
- 1960 Juana Casado Guardiola, de Hernán Cortés
- 1961 Mari Sol Ribelles Mazón, de Hernán Cortés
- 1962 Genoveva Ribelles Mazón, de Rambla de Méndez Núñez
- 1963 Aurora Martínez García, de Santa Isabel
- 1964 Paquita Montoya López, de Plaza de Pío XII
- 1965 María Rosario Álvarez Tardón, de Calderón de la Barca-Plaza de España
- 1966 Mari Carmen Martínez Baños, de Calderón de la Barca-Plaza de España
- 1967 Pepita Mira Navarro, de Calderón de la Barca-Plaza de España
- 1968 Mari Carmen Navarro Fernández, de La Florida
- 1969 Trinidad Bueno Navarro, de San Blas
- 1970 Marisén Morales Antón, de Plaza 18 de julio
- 1971 Consuelo Rico Andreu, de Rambla de Méndez Núñez
- 1972 Concha Berenguer Fuster, de Rambla de Méndez Núñez
- 1973 Remedios Serna González, de Mercado Central
- 1974 Inmaculada Gertrudis Beltrán García, de Calderón de la Barca-Plaza de España
- 1975 Eva María Martínez Martí, de Cooperativa del Metal-Inmaculada del Pla (actualmente Pla-Metal)
- 1976 María Remedios Sirvent Quiñonero, de Ciudad de Asís
- 1977 Consuelo González Selfa, de José María Py
- 1978 Maribel Álvarez Abad, de Maestría Industrial
- 1979 Terete Caturla Puebla, de Rambla de Méndez Núñez
- 1980 Ana María Sánchez Pérez, de Francisco Franco-La Paz
- 1981 Pilar Valencia Ganga, de Barrio José Antonio
- 1982 Cristina Zapata García, de Calderón de la Barca-Plaza de España
- 1983 María Vicenta Martín-Zarco Marín, de Florida Portazgo
- 1984 Mercedes Martínez de Mata, de Plaza de Gabriel Miró
- 1985 Marisa Negrete Torroba, de Polígono de San Blas
- 1986 Ascensión Samaniego Navarro, de Plaza del Mediterráneo
- 1987 Aranzazu García Espinosa, de Polígono de Babel-Bernardo Pérez Sales
- 1988 Paloma Llavador López, de Santa Isabel
- 1989 Eva Isabel Oltra Moyano, de Doctor Bergez-Carolinas
- 1990 Nuria Larrosa Costa, de Santa Isabel
- 1991 Mari Trini Amorós Fillol, de Plaza de Ruperto Chapí
- 1992 Alicia Crevillén González, de Florida Sur
- 1993 Sonia Molina Ortega, de Doctor Bergez-Carolinas
- 1994 Verónica Pastor Antolínez, de Florida Portazgo
- 1995 Mar Argilés Esteve, de La Goteta
- 1996 Nuria Terol Terol, de Villafranqueza
- 1997 María del Mar Martínez Sánchez, de Pla-Metal
- 1998 Estefanía Ruiz Jiménez, de Hernán Cortés
- 1999 Natalia Candela Castillo, de La Goteta
- 2000 María del Mar Rodrigo Redondo, de Carolinas Altas
- 2001 María Rueda Gómez, de Florida Portazgo
- 2002 Maite Pérez Marco, de Pla del Bon Repós
- 2003 Vanesa Sánchez Serrano, de San Blas Alto
- 2004 Ana Guillén Pastor, de Hernán Cortés
- 2005 Laura Chorro Diéguez, de Avenida de Loring-Estación
- 2006 Raquel Alcaraz Villaescusa, de Santo Domingo-Plaza de Tomás Valcárcel
- 2007 Blanca Ortiz Díaz, de Avenida de Loring-Estación
- 2008 Inés Quesada García, de San Blas Alto
- 2009 Miriam Toré Navalón, de Florida Sur
- 2010 María Ángeles Guijarro Mira, de Calle San Vicente
- 2011 Raquel Sánchez Martín, de Gran Vía-Garbinet
- 2012 Elena García Caballero, de Diputación-Renfe
- 2013 Beatriz Botella Gil, de Puerto de Alicante
- 2014 Patricia Gadea Martínez, de Doctor Bergez-Carolinas
- 2015 Carmen Caballero Serra, de Calvo Sotelo
- 2016 Ana Belén Castelló Ríos, de Calle San Vicente
- 2017 Sofía Escoda Navarro, de Hernán Cortés
- 2018 Aleida González Martín-Zarco, de Puerto de Alicante
- 2019 Isabel Bartual Fernández, de Calle San Vicente
- 2020-2021 Suspendidas las Hogueras de San Juan debido a la pandemia del COVID-19
- 2022 Marina Niceto Valera, de San Blas
- 2023 Belén Mora Rosado, de Nou Alipark
- 2024 Alba Muñoz Navarro, de Florida Portazgo
- 2025 Adriana Vico Melgar, de Diputación-Renfe

## Belleas del foc infantil
Las "belleas del foc infantil" de la historia de las Hogueras de San Juan son:
- 1961 Edna Soler Díaz
- 1962 Belén Ramón-Borja Berenguer
- 1963 Marisa Madronas Badías
- 1964 María Cristina Arche Pérez
- 1965 Cristina Flores Gomis
- 1966 Rosa Flores Lanuza
- 1967 Ana María Espadas Belda
- 1968 María Teresa Maestre Ruiz
- 1969 María Belén Illán Alberola
- 1970 María Fernanda Garro Egea
- 1971 María Luz Nicolás Giménez
- 1972 Beatriz Flores Lanuza
- 1973 Belén Muñoz Irles
- 1974 María Beatriz Sáez Vicente-Almazán
- 1975 Elena Navarro Díez
- 1976 Almudena Coloma Sánchez
- 1977 Pilar Fernández Arenas
- 1978 Guiomar Álvarez Royo-Vilanova
- 1979 Raquel Vázquez Doménech, de Séneca-Autobusos
- 1980 María Dolores Vidal Durá, de Plaza de Ruperto Chapí
- 1981 Sonia Ramón Peinado, de Ángeles-Felipe Bergé
- 1982 Fany Sala Martínez, de Alfonso el Sabio
- 1983 Milagros Moragues Mira, de Nuevo Alicante-Finestrat
- 1984 Susana Vicent Moreno, de Barrio José Antonio
- 1985 Carolina Galvañ Juárez, de Benalúa
- 1986 Verónica Bañuls Mora, de Puente-Villavieja
- 1987 Laura Ferrán Gutiérrez, de Parque-Plaza de Galicia
- 1988 Andrea Rico Bernal, de San Fernando
- 1989 Rocío Zaragoza Guerrero, de Diputación-Renfe
- 1990 Rosana Oliver Rodríguez, de Hogar Provincial
- 1991 Vanessa Conten Roca, de Juan XXIII-1.er sector
- 1992 Soledad Góngora Hernández, de Villafranqueza
- 1993 Esther Rico Quirós, de Colonia Requena
- 1994 Raquel Valls Requena, de Hogar Provincial
- 1995 Elena Bonastre Fuster, de Passeig de Gómiz
- 1996 Azucena Martínez Rengel, de Carmen-San Agustín-Santa Cruz
- 1997 Nereida Sánchez Trives, de Virgen del Remedio-La Paz
- 1998 Cristina Calderón Rico, de Garbinet-Parque de las Avenidas (actualmente Bulevar del Pla-Garbinet)
- 1999 Raquel Sánchez Lacal, de Carolinas Altas
- 2000 Beatriz Edo Valero, de Francisco Albert
- 2001 Encarni de Castro Ramón, de San Antón Bajo
- 2002 Clara López González, de Avenida Costablanca-Entreplayas
- 2003 Nerea Altuna Ribado, de La Florida
- 2004 Andrea Rodríguez López, de Virgen del Remedio-La Cruz
- 2005 Elena García Rivera, de Calderón de la Barca-Plaza de España
- 2006 Lara Real Mañas, de Plaza de Santa María
- 2007 Cynthia Santos Carrillo, de Los Ángeles
- 2008 Pilar Alcaut Verdú, de Rabasa-Polígono Industrial
- 2009 Cristina María Rodríguez Bardisa, de Calderón de la Barca-Plaza de España
- 2010 Chloe Stephant Nicolás, de Ángeles-Felipe Bergé
- 2011 María Salas García, de Rambla de Méndez Núñez
- 2012 Eva María Papí Eulogio, de José Ángel Guirao
- 2013 Martha Herrador Cumbres, de Los Ángeles
- 2014 Nuria Menargues Lorenzo, de Pla-Hospital
- 2015 Daniela Guzzardo González, de Barrio José Antonio
- 2016 Adriana Nicolás Linares, de San Blas Alto
- 2017 Martina Nuñez Cuenca, de Alfonso el Sabio
- 2018 Andrea del Caño Moya, de Polígono de Babel-Bernardo Pérez Sales
- 2019 Noelia Vinal Rondón, de San Blas-La Torreta
- 2020-2021 Suspendidas las Hogueras de San Juan debido a la pandemia del COVID-19
- 2022 Valeria Gómez Villaescusa, de Baver-Els Antigons
- 2023 Inés Llavador Castelló, de Santa Isabel
- 2024 Martina Lloret Rocamora, de Séneca-Autobusos
- 2025 Valentina Tárraga Quesada, de Rabassa